# 히더 켐카란
히더 켐카란(1958년 8월 2일~)은 여자 싱글 부문에 참가한 캐나다의 피겨 스케이팅 선수이다.
그녀는 1978년과 1980년 전캐나다 피겨 스케이팅 선수권 대회에서 금메달을 획득했고 1980년 동계 올림픽에 출전했다.

## 대회 성적
| Event            | 1975-76 | 1976-77 | 1977-78 | 1978-79 | 1979-80 |
| ---------------- | ------- | ------- | ------- | ------- | ------- |
| 동계 올림픽      |         |         |         |         | 15th    |
| 세계 선수권 대회 |         | 13th    | 12th    |         |         |